# 策墨林活佛
策墨林活佛（藏語：ཚེ་སྨོན་གླིང，威利转写：tshe smon gling，藏语拼音：Cêmön Ling）清朝封为诺门罕，其称呼有多种（见下文），是清朝西藏有摄政资格的四大林活佛之一；中华民国初期，被达赖封为呼图克图；中华人民共和国时期称策墨林活佛。是藏传佛教格鲁派的活佛系统，驻锡于拉萨策墨林（崇寿寺）。

## 沿革
一世策墨林活佛为阿旺楚臣，1721年出生在甘南卓尼的察多尔地方，自幼在察多尔寺出家为僧，后来入藏学习佛经，先入色拉寺，后入上密院学习密宗。1766年，因章嘉·若必多吉听说阿旺楚臣精通密宗行部的大日如来灌顶法，希望向阿旺楚臣学习，便奏请乾隆帝将阿旺楚臣召至北京，向章嘉·若必多吉传授该法。阿旺楚臣由此而入北京雍和宫，渐升为达喇嘛、堪布，受乾隆帝赏识。
1777年，西藏摄政第穆活佛圆寂，乾隆帝希望选派一位在北京的喇嘛赴西藏接任摄政，章嘉·若必多吉推荐了三世敏珠尔，但乾隆帝虑及三世敏珠尔年方四十岁，又是蒙古族，故未同意。章嘉·若必多吉自荐赴西藏任职，也未获乾隆帝同意。最后乾隆帝决定派阿旺楚臣赴西藏接掌前任摄政的“掌办西藏事务广衍黄法诺们罕之印”，并赐其“阐明圣教额尔德尼诺们罕之印”，即在任命阿旺楚臣出任西藏摄政的同时封其为诺们罕。1777年8月，阿旺楚臣抵达拉萨就任摄政，并且兼任八世达赖的经师。1778年，阿旺楚臣兼任第六十一任甘丹赤巴。可能由于其自上密院出任甘丹赤巴，故藏文史料中他又被称作“夏孜诺们罕”。1783年，阿旺楚臣在离色拉寺很近的地方创建了一座小寺院，为乾隆帝祈寿，获乾隆帝赐名为“寿宁寺”，藏语称tshe-smon-gling，音译为“策墨林”。因任甘丹赤巴，阿旺楚臣具备了转世活佛的资格，自其起的活佛转世系统称“策墨林活佛”。又因为他最早是从察多尔寺出家，故他又被称为“察多尔诺们罕”或“察多尔活佛”。
1786年，章嘉·若必多吉圆寂于五台山，乾隆帝命阿旺楚臣回北京接管章嘉·若必多吉的扎萨克达喇嘛印务，到雍和宫代行章嘉·若必多吉职责。1788年，廓尔喀同西藏纠纷，在拉萨的僧俗官员等办事不得力，乾隆帝于1790年8月派阿旺楚臣再次赴西藏任摄政。当时，乾隆帝在上谕中称其为“噶勒丹锡哷图禅师”或“噶勒丹锡哷图萨玛第巴克什”。其中，“噶勒丹锡哷图”即甘丹赤巴，甘丹赤巴是阿旺楚臣的兼职；“萨玛第”为梵语，又译“三摩地”，意为“禅定”；“巴克什”为蒙古语，意为“上师”，所以“萨玛第巴克什”就是“禅师”的意思。可见，当时阿旺楚臣已被封为“禅师”（清朝向佛教僧人所封的称号之一）。有的当代文献将“噶勒丹锡哷图萨玛第巴克什”同赛赤活佛的称号“噶勒丹锡哷图呼图克图”混淆，其实二者完全不同。清朝公文中策墨林活佛的称号为“噶勒丹锡哷图萨玛第巴克什”，可见清朝并不视阿旺楚臣为呼图克图。阿旺楚臣入藏后半年左右，于1791年逝世于拉萨。
二世策墨林活佛为阿旺坚白楚臣嘉措，同样为甘南卓尼人，早年赴色拉寺麦扎仓学经，获格西。1819年，被嘉庆帝派赴西藏接替已经圆寂的第穆活佛办理布达拉“商上”事务，即继任摄政。到任后，阿旺坚白楚臣嘉措当即主持了达赖转世灵童的认定和坐床典礼，该转世灵童坐床后，成为十世达赖，阿旺坚白楚臣嘉措还兼任十世达赖的经师。1822年，道光帝赐阿旺坚白楚臣嘉措“衍宗禅师”银印。1825年，因查出策墨林活佛并未被封过呼图克图，故清廷下令不准阿旺坚白楚臣嘉措使用“呼图克图”的字样。1826年，驻藏大臣松廷奏请道光帝赏给摄政策墨林“呼图克图”虚衔，但道光帝没有批准。1829年，驻藏大臣惠显奏请给策墨林活佛定名为“札多尔呼图克图”（其中的“札多尔”即“察多尔”），被道光帝批以“呼图克图名号向无奏请赏加这事”而驳回。所以道光帝一直没有封其为“呼图克图”。
1837年，阿旺坚白楚臣嘉措兼任第七十三任甘丹赤巴。1837年，十世达赖圆寂，阿旺坚白楚臣嘉措参与寻访并认定十一世达赖的事宜。1842年，十一世达赖坐床，清廷派出四世章嘉赴西藏看视，并颁发金册。约在四世章嘉留居拉萨时，阿旺坚白楚臣嘉措同四世章嘉、七世班禅额尔德尼产生矛盾，而且新任驻藏大臣琦善也对其不满，故四世章嘉回到北京后，1844年琦善、七世班禅额尔德尼等共同参奏阿旺坚白楚臣嘉措，道光帝命琦善、七世班禅额尔德尼率第穆活佛、济隆活佛、热振活佛等活佛共同审理此案，先把他手中的摄政印信交给七世班禅额尔德尼掌管，还查封了其财产。后来，经过道光帝的批准，免去阿旺坚白楚臣嘉措的摄政等职务，革去“萨玛第巴克什”等名号，发往黑龙江，而且还不准其转世。案件审理过程中，色拉寺麦扎仓堪布和僧众等人将阿旺坚白楚臣嘉措抢出，但次日阿旺坚白楚臣嘉措便自动投归。定案后，阿旺坚白楚臣嘉措反控琦善、四世章嘉等人，诱发了一系列问题。1851年，阿旺坚白楚臣嘉措被释回原籍卓尼，交地方官严加管束，后来于1860年在札萨克卓哩克图汗旗圆寂。阿旺坚白楚臣嘉措被革去名号后，清朝公文中称他为“已革诺们罕”。
由于道光帝下令永远不准阿旺坚白楚臣嘉措转世，策墨林活佛的转世一度濒临终止。后来，自卓尼出生的一名儿童被卓尼大寺私下认定为阿旺坚白楚臣嘉措的转世灵童，并于1863年迎请坐床，取法名为罗桑丹贝坚赞。此后，卓尼大寺多次恳求清廷承认其三世策墨林活佛的地位，但均未果，清廷不承认其为诺门罕，乃改为奏请清政府将其吸收为僧人，派赴西藏学经，获清廷同意。此后，罗桑丹贝坚赞获得了拉然巴格西，不久出任第八十六任甘丹赤巴。1904年，英军入侵西藏，十三世达赖逃往外蒙古，罗桑丹贝坚赞被达赖任命为摄政，任内就《拉萨条约》同英方进行交涉，并劝达赖赴北京觐见慈禧太后、光绪帝。1906年，罗桑丹贝坚赞获清廷“赏代理逹賴喇嘛罗桑丹贝坚赞诺门罕”名号，即正式重获诺门罕。
此后，1909年达赖回到西藏，罗桑丹贝坚赞卸任摄政。1910年，因四川军队入藏，达赖逃往印度，临行前委任其再度出任摄政，任至1912年达赖返回西藏。罗桑丹贝坚赞因担任摄政时的功绩，被达赖封为“呼图克图”。
西藏解放后，1955年，五世策墨林活佛策墨林·单增赤列坐床正式继任。
出任摄政的策墨林活佛被俗称为“藏王”，现如今在甘肃省卓尼县洮砚乡下达勿村北一公里处，还存有策墨林活佛家族的坟墓。全称为“藏王策墨林墓地”。该墓地位于下达勿村果园之中，是藏王策墨林一世家族墓地。策墨林一世活佛於1791年圆寂，享年71岁。其家族将骨灰迎回故乡安葬，遂有藏王坟之称。
藏王坟遗址面积4800平方米，坟区原有藏王寺大殿两座。藏王坟内均埋火葬后的骨灰盒，以男左女右安葬，据传共葬一世策墨林阿旺楚臣之后的十九代家族，成为藏族群众和佛教信徒虔诚膜拜之胜地。自一世策墨林活佛阿旺楚成任西藏摄政开始，四任策墨林活佛都出自卓尼县，因此卓尼县也有“藏王故里”之称。

## 历世策墨林活佛
| 世数   | 生年   | 坐床年份 | 卒年   | 汉文姓名                    | 藏文姓名                   |
| ------ | ------ | -------- | ------ | --------------------------- | -------------------------- |
| 第一世 | 1721年 | ——       | 1791年 | 阿旺楚臣                    | ངག་དབང་ཚུལ་ཁྲིམས              |
| 第二世 | 1792年 | 1797年   | 1860年 | 策墨林·阿旺札木巴勒楚勒齐木 | ངག་དབང་འཇམ་དཔལ་ཚུལ་ཁྲིམས་རྒྱ་མཚོ |
| 第三世 | 1861年 | 1863年   | 1919年 | 策墨林·阿旺罗桑丹贝坚赞     | ངག་དབང་བློ་བཟང་བསྟན་པའི་རྒྱལ་མཚན |
| 第四世 | 1921年 | 1925年   | 1948年 | 策墨林·阿旺土登凯珠格勒嘉措 | བློ་བཟང་ཚེ་སྒྲུབ                 |
| 第五世 | 1950年 | 1955年   | 在世   | 策墨林·单增赤列             | བསྟན་འཛིན་འཕྲིན་ལས             |